# Rudnîțea
Rudnîțea (în ucraineană Рудниця) este o așezare de tip urban din raionul Pișceanka, regiunea Vinnița, Ucraina. În afara localității principale, nu cuprinde și alte sate.

## Demografie
Componența lingvistică a așezării de tip urban Rudnîțea
     Ucraineană (97,25%)
     Rusă (2,51%)
     Alte limbi (0,16%)
Conform recensământului din 2001, majoritatea populației așezării de tip urban Rudnîțea era vorbitoare de ucraineană (97,25%), existând în minoritate și vorbitori de rusă (2,51%).